# (22645) Rotblat
(22645) Rotblat est un astéroïde de la ceinture principale.

## Description
(22645) Rotblat est un astéroïde de la ceinture principale. Il fut découvert le 26 juillet 1998 à la station Anderson Mesa par le programme LONEOS. Il présente une orbite caractérisée par un demi-grand axe de 2,38 UA, une excentricité de 0,20 et une inclinaison de 1,9° par rapport à l'écliptique.

## Compléments